# Jair Siqueira
Jair Siqueira (Paulistas, 30 de junho de 1936 — Pouso Alegre, 8 de julho de 2018) foi um professor, empresário e político brasileiro. Foi deputado federal entre 1995 e 1996 e prefeito de Pouso Alegre eleito três vezes.

## Início de vida e formação
Filho de José Cândido Siqueira e de Emília Soares Ferreira, Jair Siqueira nasceu na região mineira do Vale do Rio Doce, no município de Paulistas. À época, a localidade era um distrito conhecido como São José dos Paulistas e fazia parte de Sabinópolis.
Em 1963, já vivendo em São Paulo, conhece a professora de piano Lílian Narbot, com quem permaneceria casado por mais de 50 anos. Quase uma década depois, em 1971, iniciou o curso de Direito na USP, formando-se em 1975.

## Carreira empresarial
Ainda no estado de São Paulo, fez carreira no meio empresarial, iniciando a trajetória profissional como funcionário da Indústria Gessy Lever, em 1960. Sete anos depois, foi gerente dos Laboratórios Andrómaco S.A e, em 1973, assumiu a direção da Indústria de Fitas Jomak S.A. Funda o Grupo SIGRA, em 1976. Como diretor-presidente desta empresa, muda-se para Pouso Alegre, em 1980.
Após quatro anos na cidade, cria o jornal Sul das Geraes. Começa a atuar como professor de Teoria Geral do Direito, na Faculdade de Direito do Sul de Minas, em 1986, atividade que exerceu até 1994. Formou, em 1991, J. S. Têxtil Aviamentos e Tecidos Ltda. Também foi membro do conselho fiscal da Fundação de Ensino Superior do Vale do Sapucaí.

## Carreira política
Ingressa na carreira política em 1988, vencendo as eleições com 37,59% (12.618) dos votos válidos e assumindo o cargo de prefeito em 1º de janeiro de 1989. Em seu primeiro ano de mandato — como parte de um processo de industrialização que a cidade estava experimentando desde a instalação da Rodovia Fernão Dias, algumas décadas antes — é inaugurada a fábrica da Latasa S.A. Dali sairiam as primeiras latas de alumínio produzidas no Brasil.
Ainda no primeiro mandato de Siqueira, o atual Terminal Rodoviário de Pouso Alegre foi inaugurado, em 1990. No ano seguinte, foi instalada uma unidade do SESI no bairro São Geraldo.

### Passagem pela Câmara dos Deputados
Em 1994, candidata-se ao cargo de deputado federal e é eleito com 49.544 votos. Tomou posse em 1º de fevereiro de 1995. Durante a passagem pelo Congresso, foi membro titular das comissões permanentes de Constituição e Justiça e de Redação, além de suplente das comissões de Direitos Humanos e de Trabalho, Administração e Serviço Público. Renunciou em 31 de dezembro de 1996, para assumir o segundo mandato de prefeito de Pouso Alegre.

### Segundo Mandato como prefeito
Em 1996, concorre ao cargo de prefeito de Pouso Alegre pela segunda vez e vence com 64,37% (30.090) dos votos válidos. O novo mandato teve início em 1º de janeiro de 1997. Naquele ano, por meio do Decreto 2.287/97, diversos edifícios históricos são declarados de interesse público para tombamento, como a antiga estação ferroviária, o Conservatório Estadual de Música Juscelino Kubitschek de Oliveira e o Teatro Municipal.
Enchente de 2000
Entre 31 de dezembro de 1999 e 17 de janeiro de 2000, a cidade é afetada por uma enchente histórica que afetou o Sul de Minas Gerais. O desastre natural deixou em toda a região 80 mil pessoas desalojadas e matou outras 12. Na ocasião, pelo menos 12 bairros pouso-alegrenses foram atingidos pelas cheias dos rios Cervo, Itaim, Mandu, Sapucaí e Sapucaí-Mirim, resultando em, no mínimo, 100 famílias desabrigadas, somente no bairro São Geraldo. A partir de 5 de janeiro de 2000, Pouso Alegre foi, por três dias, a capital de Minas Gerais, conforme determinação do então governador Itamar Franco e após visita à região feita pelo presidente da República Fernando Henrique Cardoso.
Diante das acusações de omissão com relação às enchentes que a administração municipal recebeu à época, a assessoria de Comunicação do poder executivo pouso-alegrense, em entrevista ao jornal paulista Diário do Grande ABC, afirmou que Jair Siqueira teria explicado que as obras antienchentes ainda não estavam prontas. "A Prefeitura inaugurou a Avenida Dique 1, que serve como barragem do Rio Sapucaí Mirim, mas falta terminar a Avenida Dique Dois, que seguraria as águas do Rio Mandu", afirmou a responsável pelo setor.
Primeira tentativa de reeleição
Em outubro do mesmo ano, Jair Siqueira tentou se reeleger, mas com 45,19% (24.859) dos votos válidos, ficou em segundo lugar no pleito. Foi derrotado pelo candidato Enéas Chiarini, que obteve 51,65% (28.413) dos votos válidos.

### Última passagem pela prefeitura
Em 2004, em outra disputa com Enéas Chiarini e com outros dois futuros prefeitos também concorrendo ao cargo (Agnaldo Perugini e Rafael Simões), Jair Siqueira vence a eleição com 29,43% (18.707) dos votos válidos. Trata-se de uma das disputas à prefeitura mais acirradas ocorridas em Pouso Alegre, com poucos votos separando os quatro mais bem votados. Naquela ocasião, o segundo colocado foi Perugini, com 26,96% (17.140) dos votos válidos, apenas 1.567 votos a menos que Siqueira. Já o terceiro foi Chiarini, com 25,11%(15.958) e Simões ficou em quarto, com 16,41% (10.428). Completou a lista de candidatos Daniel Dias, com 2,09% (1.331) dos votos válidos.
Em 1º de janeiro de 2005, iniciou seu último período como chefe do poder executivo local. Durante o mandato, mais uma empresa se instala no município, dessa vez a Yoki Alimentos S.A. Em 2008, foi a vez de se instalar na cidade a Silver, uma subsidiária do Grupo Tigre dedicada ao ramo de assessórios de banheiros e lavanderias.
Processo de impeachment e recondução ao cargo
Em 15 de junho de 2007, acusado de supostas irregularidades por ex-assessor, Jair Siqueira teve o mandato cassado pela Câmara Municipal de Pouso Alegre. Àquela altura, assumiu a prefeitura o vice Luciano Reis, que viria, a seu turno, renunciar menos de um mês depois, em 12 de julho. Três dias depois, o presidente da Câmara Geraldo Cunha assume a função de prefeito.
No dia 15 de abril de 2008, o Tribunal de Justiça de Minas Gerais emite mandado de segurança reconduzindo Siqueira ao cargo. Entre os motivos alegados pela justiça para a decisão estaria a "impossibilidade de os mesmos Vereadores serem, a um só tempo, inquisidores e julgadores", bem como a "nulidade decretável por evidente interesse, parcialidade e suspeição, com influência na formação do 'quorum' e no resultado do julgamento".
As outras razões citadas incluem ainda o fato, segundo a decisão do tribunal, que estaria o "Presidente da Câmara suspeito de parcialidade, pela pretensão, ainda que oblíqua, na vacância do cargo de Prefeito, que veio a ocupar, por renúncia do Vice-Prefeito" e "além do eventual interesse na cassação, o Presidente da Edilidade, votando em primeiro lugar, teria interferido, ainda que involuntariamente, mas a toda evidência, no resultado final". Pouco mais de três meses depois, em julho de 2008, a assessoria de imprensa da Câmara Municipal de Pouso Alegre afirmou ao jornal O Tempo que a anulação foi motivada por um erro processual na sessão em que foi votada a cassação do mandato de Siqueira.
Segunda tentativa de reeleição
De volta ao cargo de prefeito, Jair Siqueira tentou, pela segunda vez, se reeleger. Candidatou-se à eleição de 5 de outubro de 2008, porém com 26,18% (17.527) dos votos válidos, ficou em segundo lugar no pleito. Foi derrotado pelo candidato Agnaldo Perugini, que obteve 52,28% (34.993) dos votos válidos. Após o fim do mandato, em 31 de dezembro de 2008, não ocupou mais cargos eletivos.

## Morte
De acordo com informações da imprensa local, bastante debilitado nos últimos anos de vida, por conta da doença de Parkinson, Jair Siqueira morreu em 8 de julho de 2018, aos 82 anos, em decorrência de uma pneumonia. Ele estava internado no Hospital Samuel Libânio, em Pouso Alegre, desde 29 de junho e havia se submetido a uma operação. O então prefeito Rafael Simões decretou luto oficial no município por três dias.